# Aufbaugemeinschaft Hannover

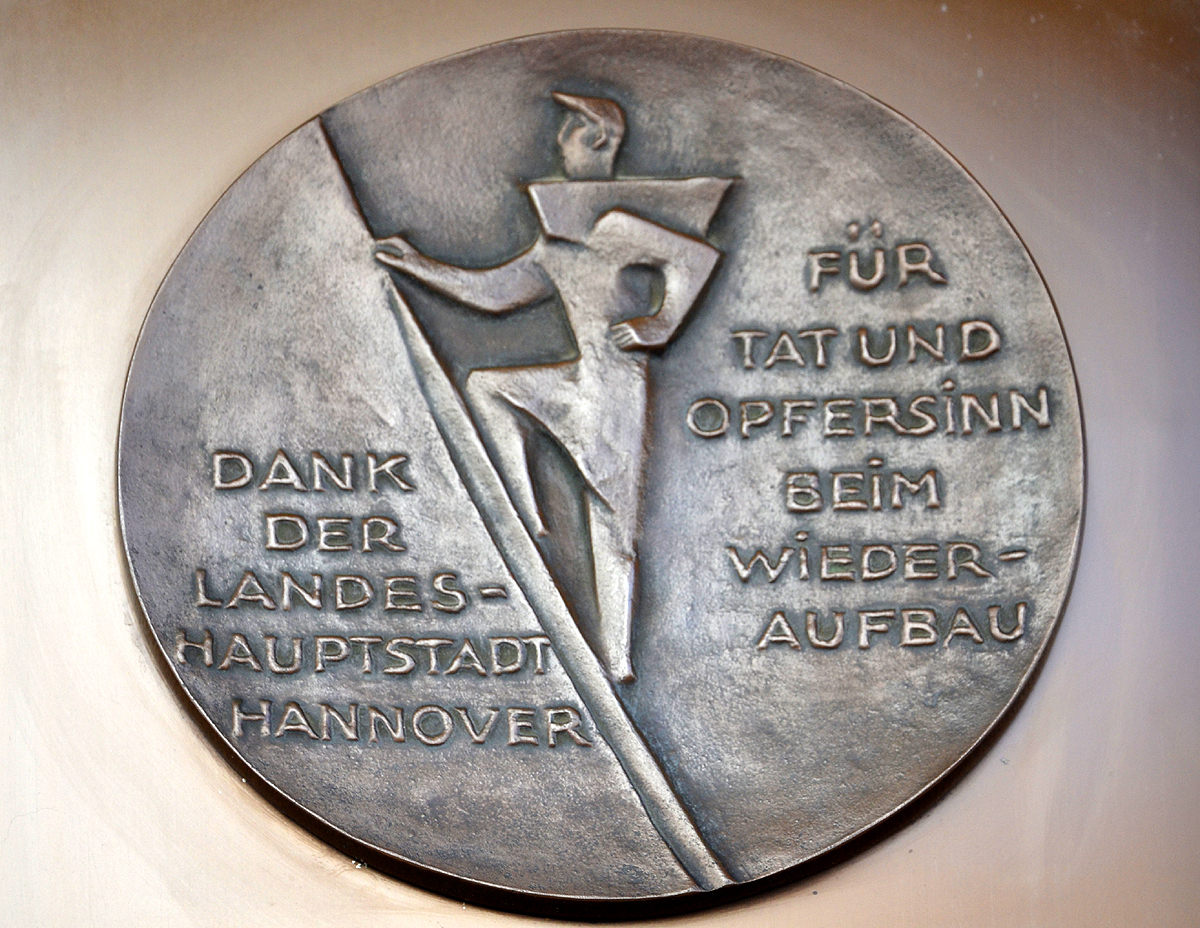
„Dank der Landeshauptstadt Hannover für Tat und Opfersinn beim Wiederaufbau“, Plakette am Mäntelhaus Kaiser in der Karmarschstraße

Die Aufbaugemeinschaft Hannover war ein nach den Luftangriffen auf Hannover und dem Zweiten Weltkrieg in Hannover gegründeter Zusammenschluss von Grundeigentümern, Kaufleuten und Unternehmern in Kooperation mit der Stadt zwecks raschem Wiederaufbaus.

## Geschichte

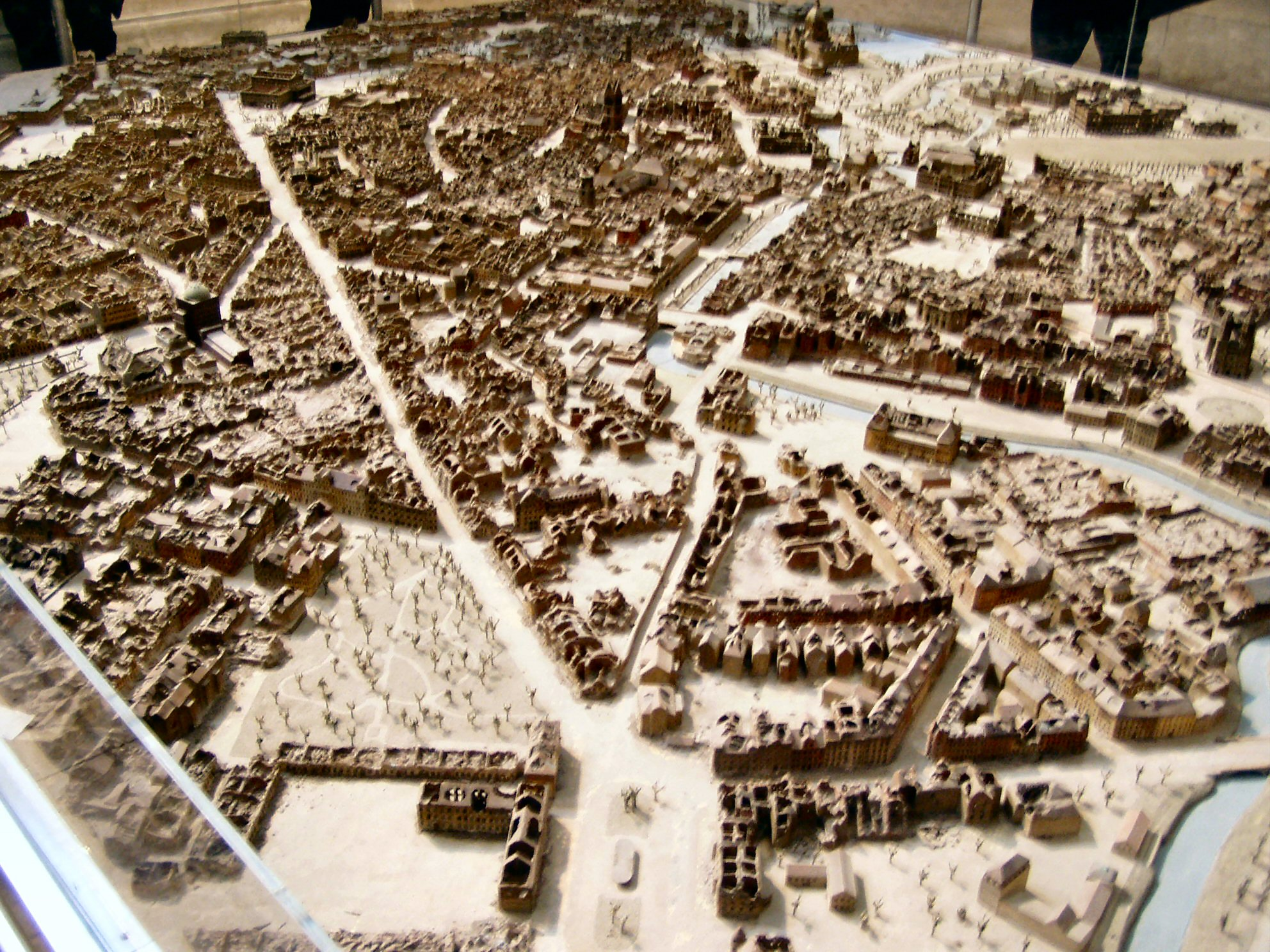
1945: 90 % der Innenstadt sind zerstört; Stadtmodell im Neuen Rathaus von Hannover

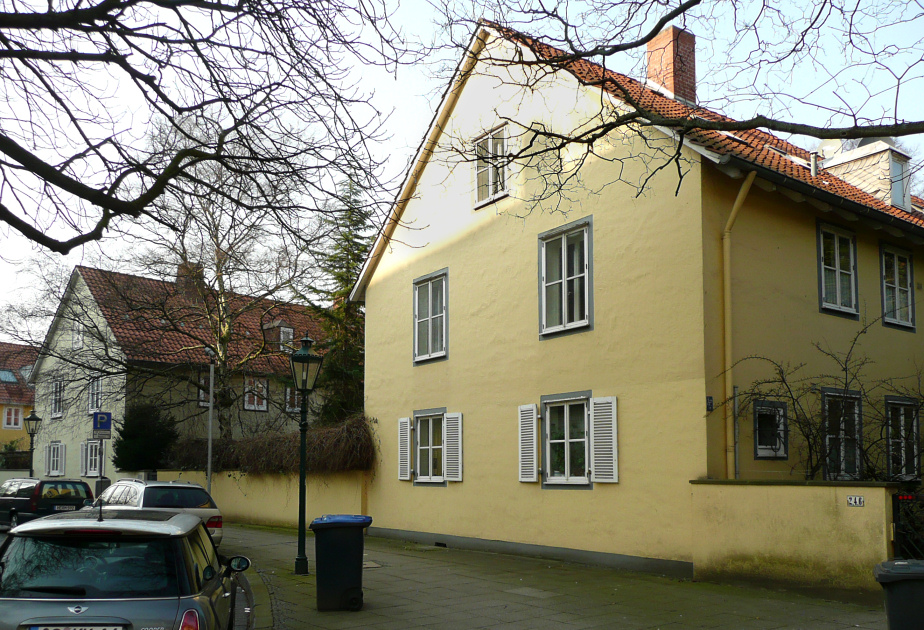
Wiederaufbau im Zentrum der Stadt: Wohngebäude im Kreuzkirchenviertel

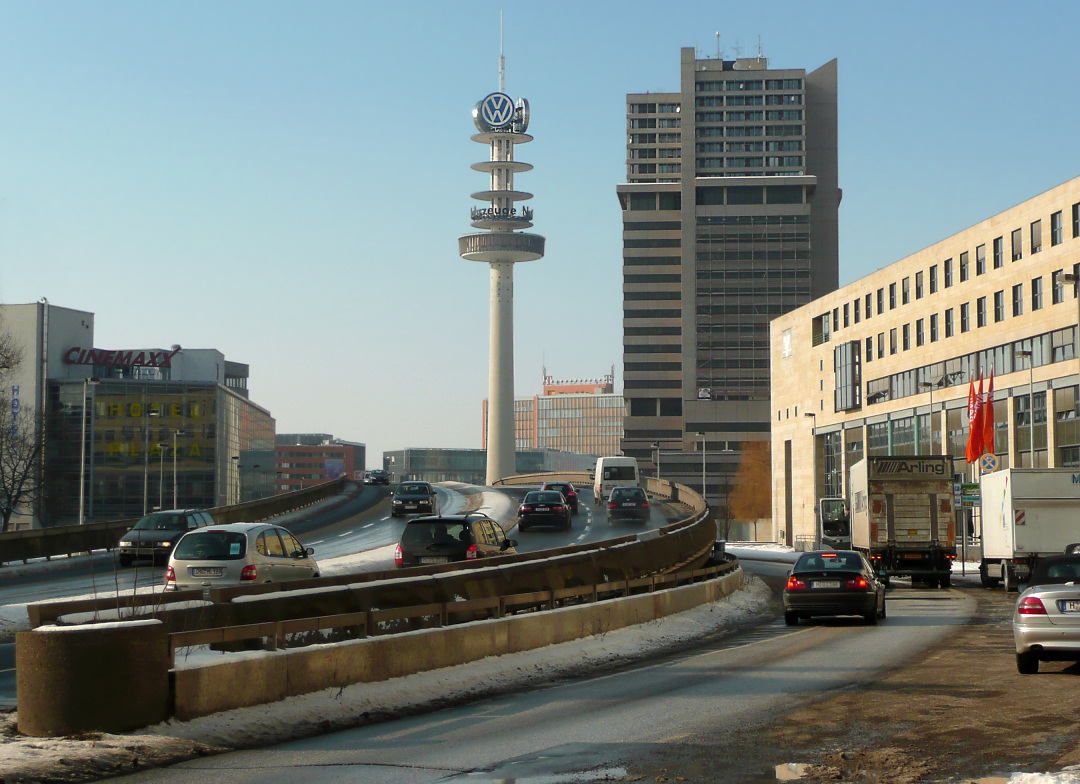
Raschplatz-Tangente mit späterer Hochstraße auf der Berliner Allee

Der Vorschlag zur Gründung der Aufbaugemeinschaft kam am 1. Dezember 1948 von dem hannoverschen Oberbürgermeister Gustav Bratke und dem Stadtplaner Rudolf Hillebrecht. Nach dem Vorbild der Aufbaugemeinschaft Bremen in Hannover beschlossen am 27. Januar 1949 insgesamt 125 hannoversche Bürger die Gründung der Aufbaugemeinschaft. Den Vorsitz übernahm Friedrich Meier-Greve (1899–1986), Direktor der 1918 gegründeten Stadtschaft für Niedersachsen – Wohnungskreditanstalt. Im Beirat der Aufbaugemeinschaft saßen auch Vertreter der Gewerkschaften und berufsständischer Organisationen. Ein Gründungsmitglied war Herbert Röhrig, der später den Vorsitz übernahm des als eingetragenen Vereins organisierten Interessengemeinschaft.
Mit Unterstützung von Rudolf Hillebrecht und unter der Leitung des Architekten Konstanty Gutschow entstand – ehrenamtlich – die Erarbeitung von Entwürfen bis ins Detail für einen planvollen und geordneten Wiederaufbau der Stadt. Dies brachte den Beteiligten der Aufbaugemeinschaft den Beinamen „Blockarchitekten“ ein.
Die Aufbaugemeinschaft war für den Rat der Stadt Hannover ein Forum für Anregungen, Änderungsvorschläge und Kritik. Die besonderen Leistungen Rudolf Hillebrechts bestanden hier insbesondere darin, Grundstückseigentümer von der Notwendigkeit neuer Grundstücksgrenzen zu überzeugen und sie zur Abtretung ihrer privaten Flächen für die öffentliche Nutzung abzutreten, etwa für einen zukunftsorientierten Straßen- oder Fußwegebau.
Die „Erste Denkschrift“ zur Innenstadt vom September 1949 der Aufbaugemeinschaft stellte die Grundlage für die folgenden Aufbaubeschlüsse durch den Rat der Stadt Hannover dar sowie für einen innerstädtischen Flächennutzungsplan von 1950.
Eine zweite Denkschrift der Bauverwaltung im Zusammenhang mit dem Flächennutzungsplan, die in enger Zusammenarbeit vor allem mit der Aufbaugemeinschaft entstand, berücksichtigte ein zukunftsorientiertes Anwachsen der Stadt Hannover auf bis zu 600.000 Menschen. Ausgehend von historischen Gegebenheiten wurden soziale, verkehrs- und wirtschaftspolitische Bedürfnisse der Zeit berücksichtigt und von der Fachzeitschrift Die neue Stadt als zukunftsweisend dargestellt.
Ebenfalls 1950 entstand auf Anregung der Aufbaugemeinschaft Hannover die Aufbaugemeinschaft rund um die Kreuzkirche, in die tatsächlich sämtliche Grundstückseigentümer des Gebietes beitraten und ihre Grundstücke als Anteile in die Gemeinschaft einbrachten. So konnte am 30. Juni des Jahres die Grundsteinlegung erfolgen für das auf 234 Wohnungen angelegte Kreuzkirchenviertel.
1951 konnte – auch zur besseren Erschließung der Oststadt – „in vorbildlicher Zusammenarbeit zwischen der Aufbaugemeinschaft [Hannover] und der Stadtverwaltung“ der Verlauf der neuen Raschplatz-Tangente festgelegt werden als Trasse zwischen dem Weidendamm/Vahrenwalder Straße und der Sallstraße in der Südstadt.
1953 konnte erneut gefeiert werden mit der Aufbaugemeinschaft rund um die Kreuzkirche: Für 77 weitere Wohnung sowie 23 Läden in der Knochenhauerstraße wurde der erste Grundstein gelegt.
Die Aufbaugemeinschaft Hannover in Kooperation mit dem Stadtplaner Rudolf Hillebrecht sorgte – im Vergleich mit anderen deutschen Städten – für einen ungewöhnlich raschen, insbesondere zukunftsorientierten Wiederaufbau der Stadt und war mitverantwortlich für die Anerkennung durch die auswärtige Presse als „Wunder von Hannover“.

## Weitere Persönlichkeiten
- Friedrich Buhmann (1882–1962), Kaufmann, Direktor der (späteren) Dr. Buhmann Schule, Bauherr in Hannover[7]

## Schriften
- Erste Denkschrift – Die Innenstadt, September 1949
- Aufbaugemeinschaft Hannover e.V. (Hrsg.): Hannover-Oststadt – „die Raschplatztangente“. Beiträge zur Aufbauplanung der Hauptstadt Hannover, bearbeitet von Konstanty Gutschow, Hannover: Madsack, 1951 (51 Seiten, mit Illustrationen und grafischen Darstellungen)